# Sza’ar ha-Gaj
Sza’ar ha-Gaj (hebr. שער הגיא; arab. باب الواد, Bab El-Wad; pol. Brama Doliny) – miejsce na drodze ekspresowej nr 1 (Tel Awiw–Jerozolima), w którym droga wychodzi z rozległej doliny i zaczyna wchodzić w wąski wąwóz pomiędzy wzgórza. Jest to wadi Ali.

## Historia

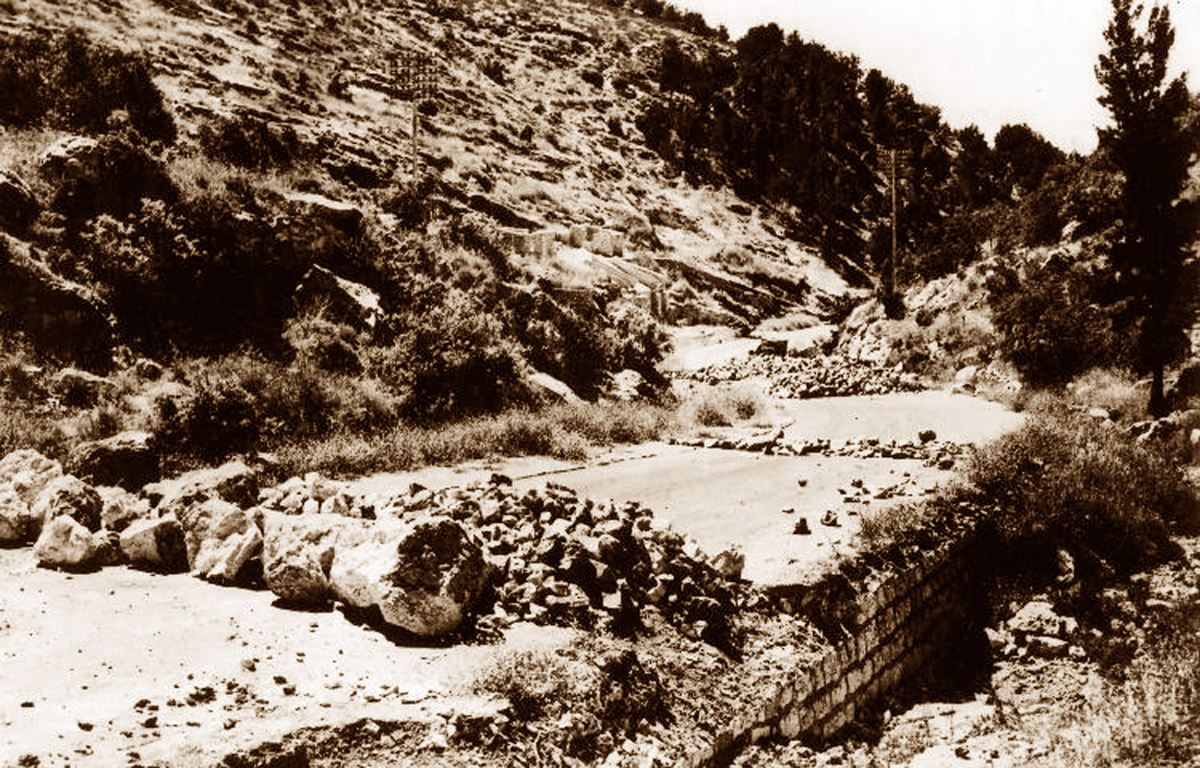
Zablokowana droga do Jerozolimy (1948)

W 1860 turecki gubernator Jerozolimy, Suraja Pasza, wybudował wzdłuż drogi prowadzącej z miasta na nadmorską równinę Szaron szereg strażnic. Wieża strażnicza Bramy Doliny została wybudowana na północ od skrzyżowania, w miejscu dzisiejszej stacji benzynowej. W latach 1869–1877 na polecenie sułtana Abdülaziza wyrównano wyboistą drogę prowadzącą do Jerozolimy. Uroczystość rozpoczęcia prac odbyła się w dniu 10 grudnia 1869, podczas wizyty w Jerozolimie władcy Austro-Węgier Franciszka Józefa I. Po ukończeniu budowy drogi zwiększył się ruch turystyczny do Jerozolimy.
W okresie Mandatu Palestyny w miejscu tym powstał brytyjski posterunek policji mandatowej. Podczas Arabskiej Rewolty w 1936, Arabowie bardzo szybko zrozumieli strategiczne znaczenie tego miejsca. Usypana z kamieni blokada uniemożliwiała samochodom przejechanie przez wąską drogę. Wysiadający z pojazdów ludzie dostawali się pod ostrzał prowadzony z dobrze ukrytych pozycji na okolicznych wzgórzach. W ten sposób transport żydowski do Jerozolimy został w znacznym stopniu sparaliżowany. Przeciwdziałając temu, Brytyjczycy starali się zwiększyć liczbę patroli oraz utworzyli dodatkowy posterunek policji w En Chemed. Podczas wojny domowej w Mandacie Palestyny w rejon ten przybył Abd al-Kadir al-Husajni. Jego oddziały Armii Świętej Wojny zajęły pobliskie wioski Bajt Mahsir i Saris. Rozumiejąc strategiczne znaczenie Sza’ar ha-Gaj, Abd al-Husajni rozkazał swoim ludziom zablokować ten wąski odcinek drogi. Arabowie obsadzili wysoką grań położoną na północ od wąskiego wąwozu. Od tego momentu Żydzi byli zmuszeni do organizowania konwojów do Jerozolimy, które wpadały tutaj w zasadzkę i musiały siłą torować sobie dalszą drogę, albo zawracały. Utrzymanie tej komunikacji było dla jerozolimskich Żydów sprawą życia i śmierci. Izraelski dziennikarz Amos Elon argumentował w tej kwestii: „Dla wszystkich było jasnym, że bitwa o Jerozolimę nie zostanie rozstrzygnięta na Starym Mieście, ale na wąskim pasie asfaltu, który łączy Jerozolimę z Tel Awiwem. Ta droga decydowała o życiu miasta i bez niej nie było szans na przetrwanie”. Na początku wojny o niepodległość jordański Legion Arabski zajął pozycje w rejonie brytyjskiego fortu Latrun, całkowicie przerywając linie komunikacyjne z Jerozolimą.
Żydowskie siły Palmach wielokrotnie atakowały arabskie pozycje, przejmując po ciężkich walkach kontrolę nad Sza’ar ha-Gaj. Jednak droga do Jerozolimy pozostawała przecięta w Latrun. Aby ominąć to miejsce, Żydzi w dniu 10 czerwca 1948 ukończyli budowę Drogi Birmańskiej, która w całości przebiegała przez terytorium kontrolowane przez siły izraelskie. Była to jednak droga gruntowa, przebiegająca przez niebezpieczne górskie okolice. Dopiero po wojnie sześciodniowej w 1967 została przywrócona normalna komunikacja poprzez Latrun.
W 1965 przeprowadzono prace budowlane, poszerzając starą drogę pomiędzy Sza’ar ha-Gaj a Jerozolimą do czterech pasów jezdni. W 1978 otwarto nowy odcinek autostrady, łączący Sza’ar ha-Gaj z portem lotniczym im. Dawida Ben-Guriona. Pomimo że nowa droga była dłuższa o około 10 km, to znacznie szybsza i bezpieczniejsza. Jedną z pierwszych osób, które jechały po tym nowym odcinku autostrady był egipski prezydent Anwar Sadat, który w 1977 odwiedził Izrael.

## Komunikacja
Przez Sza’ar ha-Gaj przebiega droga ekspresowa nr 1, która biegnie z Jerozolimy do nadmorskiej aglomeracji Gusz Dan, położonej wokół Tel Awiwu. Jest tutaj węzeł drogowy z drogą ekspresową nr 38. Przy węźle znajduje się stacja benzynowa z parkingiem i punktem obsługi podróżnych. Istnieje tutaj możliwość zjechania do położonego na południe od drogi moszawu Mesillat Cijjon.